# Boris Aleksandrovitsj Dijev
Boris Aleksandrovitsj Diev (Russisch: Борис Александрович Диев) (Kazan, 4 december 1924 – Moskou, 30 mei 2008) was een Russisch componist, muziekpedagoog en dirigent.

## Levensloop
Diev studeerde vanaf 1950 aan de faculteit voor militaire dirigenten van het Moskou Conservatorium P. I. Tsjaikovski (Russisch: Московская Государственная Консерватория им. П.И.Чайковского) in Moskou, waar hij in 1954 afgestudeerde. 
Vanaf 1955 was hij muziekleraar en vanaf 1960 docent aan de faculteit voor militaire dirigenten van het Moskou Conservatorium P. I. Tsjaikovski. Van 1970 tot 1975 was hij hoofd van de muzikale instituties van het ministerie van cultuur in de Sovjet-Unie. Vanaf 1975 was hij chef-dirigent en intendant van het grote harmonieorkest van de Russische Socialistische Sovjet-Republiek. Van 1977 tot 1981 was hij directeur van het Moskous operette-theater. Van 1981 tot 1984 was hij hoofd van de afdeling harmonie- en theaterorkesten aan het cultuur instituut in Moskou.
In 1956 werd hij onderscheiden als kandidaat van de kunstwetenschap en in 1977 als verdiende persoonlijkheid van de kunsten in Rusland. 
Als componist schreef hij voor verschillende genres, maar vooral voor harmonieorkest.

## Composities

### Werken voor harmonieorkest
- 1966 De wachter van de vreede
- 1966 Humoreske, voor trompet en harmonieorkest
- 1967 Fantasie over thema's uit de operette "De bruiloft in Malinovk" van B. Alexandrov
- 1967 Russische ouverture
- 1967 Soldatenvriendschap
- 1968 Jubel-ouverture
- 1969 De heroïsche daad van het volk, fantasie
- 1970 Land van de liefde, ouverture
- 1971 Rhapsodie voor die vriendschap van de volken, voor zangstem en harmonieorkest
- 1980 Парад милиции (Parade van de Militie)
- De lente van de vijf eksters, mars
- De lente na 1945, mars
- Юбилейный марш (Jubelmarsch)
- Марш морской пехоты (Marine Infanterie mars)
- Походный марш

### Vocale muziek
- 1971 Burleska, voor zangstem en piano

### Kamermuziek
- Fuga, voor fagot en piano
- Dansen, voor twee klarinetten en fagot

- Gemeinsame Normdatei: 174021879
- International Standard Name Identifier: 0000 0000 5052 3513
- Library of Congress Control Number: no2008040745
- Nationale Bibliotheek van Letland: 000185916
- MusicBrainz: eed6ab0f-d457-4e33-8d0b-22cef599ef51
- Nationale Bibliotheek van Polen: a0000003638554
- Virtual International Authority File: 9649361
- WorldCat: E39PBJmxWHGVGX6pj3BdxMV9jC